# Дзагаризе
Дзагарѝзе (на италиански: Zagarise) е село и община в Южна Италия, провинция Катандзаро, регион Калабрия. Разположено е на 581 m надморска височина. Населението на общината е 1717 души (към 2012 г.).